# Cyria Coentro
Cyria Cristina Rocha Coentro (Salvador, 14 de abril de 1966), ou apenas Cyria Coentro, é uma atriz e apresentadora brasileira. A atriz se destaca por ter uma carreira ampla no teatro, televisão e cinema, tendo ganhado notoriedade ao atuar nas novelas Viver a Vida, de 2009, e Flor do Caribe, de 2013, e na série Impuros.

## Biografia
Cyria Coentro nasceu na cidade de Salvador, na Bahia. Se formou em interpretação pela Universidade Federal da Bahia. Começou sua carreira como artista performática, integrando na obra Anestesia, dirigida por Paulo Dourado, e em seguida atua na peça Recital da Novíssima Poesia Baiana, também de Dourado. Estreou como atriz de televisão na telenovela Renascer, em 1993, interpretando a versão mais nova da personagem de Regina Dourado. Em 2001 fez sua primeira participação no cinema, no filme baiano 3 Histórias da Bahia. Em 2013 ganhou destaque na novela global Flor do Caribe, interpretando Bibiana, e em seguida emendou personagens de destaque nas novelas Sete Vidas, na primeira fase de Velho Chico e em O Tempo Não Para.
Em 2019, Cyria reestreou o monólogo Love nos palcos. Em 21 de junho de 2022 entrou para o elenco de Mar do Sertão, no papel que seria de Cláudia Abreu. Na trama, ela interpretará a mãe da protagonista, mas morrerá na primeira fase da novela.

## Filmografia

### Televisão
| Ano       | Título                             | Personagem                      | Notas                                  |
| --------- | ---------------------------------- | ------------------------------- | -------------------------------------- |
| 1993      | Renascer                           | Morena da Silva (jovem)         | Episódio: "8–11 de março"              |
| 1993      | Você Decide                        | Dôdo                            | Episódio: "Ídolo Perdido"              |
| 1994      | Você Decide                        |                                 | Episódio: "Carga Pesada"               |
| 1996      | O Rei do Gado                      | Maria da Luz                    |                                        |
| 1998      | Dona Flor e Seus Dois Maridos      | Juliana Rodrigues Chávez        |                                        |
| 1998      | Danada de Sabida                   | Dezinha (Edelzuita Guerreiro)   | Telefilme                              |
| 2001      | Porto dos Milagres                 | Flávia                          |                                        |
| 2002      | Pastores da Noite                  | Raimunda                        |                                        |
| 2003      | Mulheres Apaixonadas               | Roberta                         |                                        |
| 2004      | Linha Direta                       | Luzia Alves dos Santos          | Episódio: "E.Q.M."                     |
| 2006      | Carga Pesada                       | Déia                            | Episódio: "Infância Roubada"           |
| 2006      | Pé na Jaca                         | Atendente                       |                                        |
| 2007      | Amazônia, de Galvez a Chico Mendes | Socorro                         |                                        |
| 2008      | A Favorita                         | Bianca Chagas                   |                                        |
| 2009      | Caminho das Índias                 | Mãe de Bahuan                   | Episódio: "20 de janeiro"              |
| 2009      | Viver a Vida                       | Matilde Vilela                  |                                        |
| 2011      | Força-Tarefa                       | Apresentadora                   | Episódio: "8 de dezembro"              |
| 2012      | As Brasileiras                     | Vizinha                         | Episódio: "A Justiceira de Olinda"     |
| 2013      | Flor do Caribe                     | Beatriz da Silva (Bibiana)      |                                        |
| 2013      | Gonzaga - de Pai pra Filho         | Santana Gonzaga                 | Telefilme                              |
| 2014      | O Tempo e o Vento                  | Henriqueta Terra                | Telefilme                              |
| 2014      | Em Família                         | Maria Luz Machado (jovem)       | Episódio: "3–10 de fevereiro"          |
| 2014      | O Rebu                             | Marineide                       |                                        |
| 2015      | Sete Vidas                         | Marlene Figueira e Meira        |                                        |
| 2016      | Velho Chico                        | Piedade dos Anjos (jovem)       | Episódio: "14 de março–9 de abril"     |
| 2017      | Os Dias Eram Assim                 | Laura Garcia                    |                                        |
| 2018      | Entre Irmãs                        | Tia Sofia                       | Telefilme                              |
| 2018      | O Tempo Não Para                   | Marciana Ribeiro                |                                        |
| 2018–2025 | Impuros                            | Arlete Rocha Ferreira           |                                        |
| 2021      | Sob Pressão                        | Nilce                           | Episódios: "3" e "9"                   |
| 2022      | Nos Tempos do Imperador            | Ana Néri                        | Episódio: "11 de janeiro"              |
| 2022      | Não Foi Minha Culpa                | Jane                            | Episódio: "Maria do Carmo"             |
| 2022      | Mar do Sertão                      | Maria Domitila Madeira (Dodôca) | Episódio: "22 de agosto–3 de setembro" |
| 2023      | Fuzuê                              | Emília Pereira                  |                                        |
| 2025      | Raul Seixas: Eu Sou                | Maria Eugênia                   |                                        |

### Cinema
| Ano  | Título                     | Personagem       | Nota                  |
| ---- | -------------------------- | ---------------- | --------------------- |
| 2001 | 3 Histórias da Bahia       | Maria Luiza      |                       |
| 2001 | Estranhos                  | Amparo           |                       |
| 2004 | Irmãos de Fé               | Mulher que ora   | Participação especial |
| 2008 | Era Uma Vez...             | Bernadete        |                       |
| 2012 | Gonzaga - de Pai pra Filho | Santana Gonzaga  |                       |
| 2013 | O Tempo e o Vento          | Henriqueta Terra |                       |
| 2015 | Travessia                  | Leila            |                       |
| 2017 | Entre Irmãs                | Tia Sofia        |                       |
| 2017 | Redemoinho                 | Helia            |                       |
| 2019 | O Avental Rosa             | Alice            |                       |
| 2019 | Impuros - O Filme          | Arlete           |                       |
| 2022 | Meteoros                   | Isadora          |                       |
| 2024 | Jorge da Capadócia         | Kika             |                       |

## Teatro
| Ano  | Título                             |
| ---- | ---------------------------------- |
| 1988 | Anestesia                          |
| 1989 | Recital da Novíssima Poesia Baiana |
| 1992 | Bróder: Uma Odisseia Fantástica    |
| 1994 | Dizem de Mim o Diabo               |
| 1995 | Mistérios Gozosos                  |
| 1997 | Suburra                            |
| 2001 | O Diário do Convento               |
| 2012 | Los Catedrásticos - Nova Mente     |
| 2014 | Love                               |
| 2019 | Love                               |

## Prêmios e indicações
| Ano  | Prêmio                   | Categoria                                                             | Nomeações      | Resultado |
| ---- | ------------------------ | --------------------------------------------------------------------- | -------------- | --------- |
| 2008 | Prêmio Qualidade         | Melhor atriz coadjuvante                                              | Era Uma Vez... | Indicado  |
| 2014 | Prêmio Braskem de Teatro | Melhor atriz                                                          | Love           | Venceu    |
| 2022 | Prêmios Produ            | Melhor Atriz Principal - Série Dramática Histórica, Política o Social | Impuros        | Indicado  |